# Drosophila appendiculata

Area di diffusione di Drosophila appendiculata

Drosophila appendiculata Malloch, 1934, è un insetto del genere Drosophila (Diptera: Drosophilidae) endemico Cile. Rappresenta l'unica specie del sottogenere Drosophila (Chusqueophila) Brncic, 1957.

## Il sottogenere
Il sottogenere Drosophila (Chusqueophila) fu descritto da Brncic per comprendervi le drosofile che non presentano caratteri definiti per gli altri sottogeneri, allora nove. L'elemento morfologico più significativo che contraddistingue Chusqueophila dagli altri sottogeneri consiste nella presenza di tre false vene trasversali associate alla media e comprese fra questa e la cubito. Sia le vene spurie sia la medio-cubitale sia la radio-mediale sono evidenziate da una marcata pigmentazione fumosa.
Altri caratteri diagnostici consistono nell'assenza di setole prescutellari, nelle uova provviste di quattro grandi filamenti e di una superficie cosparsa di minute protuberanze spinose e nella spermateca membranosa.
Sotto l'aspetto filogenetico, Chusqueophila sarebbe strettamente correlato al sottogenere Drosophila (Drosophila)

## La specie
D. appendiculata, unica specie descritta per questo sottogenere, comprende moscerini di grandi dimensioni, con livrea giallastra e zampe giallo-grigiastre. Di questa specie sono stati raccolti esemplari, descritti da Malloch, in varie stazioni del Cile centrale, nella Regione di Los Lagos (isola di Chiloé, Provincia di Osorno e Provincia di Llanquihue).